# Cái ghẻ
Cái ghẻ (danh pháp hai phần: Sarcoptes scabiei) là loài côn trùng thuộc lớp hình nhện, sở hữu kích thước cơ thể rất nhỏ, chuyên "đào hang" để ký sinh trên da người và động vật, gây bệnh ghẻ. Không chỉ con người mà cả chó mèo, động vật có móng guốc, lợn lòi hoang, trâu bò, gấu túi, koala và các động vật hoang dã và các loài linh trưởng lớn đều chịu ảnh hưởng của loài ký sinh này.
Việc khám phá ra cái ghẻ vào năm 1687 đã đánh dấu bệnh ghẻ trở thành bệnh trên người đầu tiên mà con người hiểu được nguyên nhân. Thế kỷ 18, nhà sinh vật học người Ý Diacinto Cestoni cho thấy bệnh ghẻ là do Sarcoptes scabiei, giống hominis gây ra. Bệnh gây ngứa dữ dội khi cái ghẻ đào hang vào lớp sừng (stratum corneum) và đẻ trứng vào đó. Ấu trùng nở sau ba đến 10 ngày, di chuyển trên da, chuyển sang giai đoạn nhộng rồi sau đó thành cái ghẻ trưởng thành. Cá thể trưởng thành sống ba đến bốn tuần trên da vật chủ.

### Hình thể cái ghẻ
Thông qua quan sát dưới kính hiển vi, người ta nhận thấy hình dạng của cái ghẻ khi trưởng thành sẽ có dạng bầu dục, phần mặt bụng phẳng, mặt lưng hơi gồ lên và chúng không có mắt. Cái ghẻ cái có kích thước từ 330 micromet đến 450 micromet, con đực sẽ bé hơn với kích thước khoảng 200 micromet đến 250 micromet.
Cái ghẻ có 8 chân, trong đó 2 chân sau sẽ có lông tơ, 2 chân trước có ống giác. Đầu cái ghẻ có vòi để chúng hút thức ăn. Thân của các cái ghẻ có nhiều lằn song song nhau, nhiều lông, không có lỗ thở nên chúng sẽ thở qua da. Tuy nhiên các sarcoptes scabiei vẫn có miệng, bên trong gồm 1 kiềm có răng, môi dưới – hạ khẩu – hai xúc biện hàm dính liền tạo thành 3 đốt nối.
Ghẻ cái đẻ trứng, trứng có cấu tạo với vỏ mỏng, trong suốt. Hình dạng của trứng cũng ở dạng bầu dục, kích thước siêu nhỏ, khoảng 90 nhân 170 micromet. Có rất nhiều trứng được sinh ra nhưng chỉ có không đến 10% trứng nở thành cái ghẻ trưởng thành.

## Cách nhận biết bệnh ghẻ
Trung bình, sau khoảng 10 – 15 ngày bị cái ghẻ xâm nhập, người bệnh sẽ có những biểu hiện của bệnh như:
- Trên da xuất hiện những nốt mụn nước khá nhỏ, kích thước như hạt tấm, trong suốt, mọc rải rác trên da. Chúng không xuất hiện thành chùm, thành đám như một số bệnh da liễu khác. Bạn có thể phân biệt bệnh ghẻ và zona thần kinh thông qua dấu hiệu này. Các nốt mụn chủ yếu xuất hiện rải rác ở vùng da non, mỏng.
- Các rãnh ghẻ được ghẻ cái đào tạo thành nhiều đường cong dài khoảng 2 – 3 cm, ngoằn ngoèo. Rãnh ghẻ có màu trắng xám, đôi khi trắng đục, chúng nổi cộm lên bề mặt da. Thông thường, ở đầu các rãnh hang của cái ghẻ sẽ có mụn nước 1 – 2 mm, đây được cho là nơi trú ngụ của cái ghẻ.
- Bệnh ghẻ khiến người bệnh ngứa ngáy dữ dội vào ban đêm. Trường hợp xảy ra bội nhiễm, bệnh nhân kèm theo tình trạng sốt cao.
- Nếu người bệnh cào gãi, da xuất hiện thêm các vết thương như trợt loét, nổi mụn nước, có mủ, bong vảy tiết,…Khi chúng lành lại sẽ gây thâm sẹo mất thẩm mỹ.

## Cách tiêu diệt cái ghẻ phổ biến
Để điều trị bệnh ghẻ, điều tiên quyết cần làm là phải loại bỏ tuyệt đối cái ghẻ và trứng ghẻ. Do mức độ sinh sản và phát triển của chúng khá nhanh, đồng thời khả năng lây lan dễ dàng nên việc một thành viên trong tập thể điều trị khỏi nhưng những người còn lại vẫn còn ký sinh trùng thì bệnh cũng không được xem là dứt điểm.
Do đó, điều trị bệnh phải tiến hành cho tập thể mắc bệnh, phòng tránh tình trạng tái lây nhiễm. Thông thường, thời gian để bệnh tái phát sau điều trị sẽ rơi vào khoảng 3 tuần. Đây là thời gian trung bình để trứng ghẻ sót lại trên da nở thành ấu trùng và phát triển thành ghẻ trưởng thành, hoặc lây lan cái ghẻ từ người xung quanh.
Chính vì thế, bạn và mọi người cần cùng nhau loại bỏ cái ghẻ để ngăn ngừa nguy cơ lây nhiễm. Có rất nhiều biện pháp để điều trị bệnh ghẻ, tiêu diệt cái ghẻ. Người bệnh chỉ mất 2 – 7 ngày điều trị liên tục đã nhận thấy những biến chuyển tích cực của bệnh. Các nguyên tắc để loại bỏ loại ký sinh trùng này là:
- Sớm nhận biết triệu chứng, sau đó điều trị ngăn ngừa ngay tình trạng sinh sôi, phát triển của sarcoptes scabiei.
- Điều trị theo tập thể nếu trường hợp bệnh nhân sống trong môi trường có đông thành viên.
- Sử dụng thuốc bôi ngoài da, dạng xịt, uống theo chỉ định điều trị của bác sĩ.
- Thuốc bôi có thể sử dụng liên tục nhiều lần, nên vệ sinh da thật sạch trước khi bôi thuốc trực tiếp lên vùng da cần điều trị.
- Thuốc bôi có thể phải sử dụng liên tục 2 tuần, dù cơn ngứa đã qua đi nhưng người bệnh được khuyến cáo tiếp tục bôi thuốc. Bởi, đây là biện pháp nhằm phòng tránh tình trạng sót lại trứng cái ghẻ khiến bệnh tái nhiễm.
- Người bệnh hạn chế việc kỳ, chà xát vùng da đang bị ghẻ, ngăn nguy cơ da bị nhiễm trùng, bội nhiễm nguy hiểm.

Ngoài điều trị trên cơ thể, người bệnh nên chú ý vệ sinh sạch sẽ không gian sống, dụng cụ cá nhân, quần áo, khăn màn,…để loại bỏ tuyệt đối ký sinh trùng gây bệnh ghẻ. Bên cạnh đó, hạn chế sử dụng chung đồ dùng với người khác, cách ly bản thân khi mắc bệnh để tránh lây lan cho người xung quanh.